# Strada statale 288 di Aidone
La strada statale 288 di Aidone (SS 288) è una strada statale italiana della Sicilia che prende il nome dall'omonimo comune attraversato.

## Percorso
La strada ha origine al bivio Jannarello, distaccandosi dalla strada statale 192 della Valle del Dittaino al confine tra i comuni di Paternò e Ramacca.
Dopo pochi chilometri supera il fiume Dittaino, proseguendo in direzione ovest, fino al bivio per Ramacca. Superato quest'ultimo la strada devia verso nord-ovest puntando Castel di Iudica, del quale viene lambita la frazione di Giumarra.
Il percorso procede verso ovest e poco prima del lago di Ogliastro (al km 26) prosegue senza soluzione di continuità come strada di bonifica in variante, gestita dalla Città Metropolitana di Catania, per un'estensione di sette chilometri, lungo la quale si trova il bivio per Raddusa. La tratta di competenza Anas riprende (al km 31), in provincia di Enna, poco dopo il ponte sul fiume Gornalunga. Da qui si addentra fino ad Aidone ed oltre, innestandosi infine sulla strada statale 117 bis Centrale Sicula, non distante da Piazza Armerina.

### Tabella percorso
| di Aidone |                                                     |      |           |
| Tipo      | Indicazione                                         | ↓km↓ | Provincia |
|           | della Valle del Dittaino per Palagonia              | 0,0  | CT        |
|           | Bivio Mulinazzo per Ramacca                         | 13,5 | CT        |
|           | San Giuseppe per Giumarra, Castel di Iudica         | 20,5 | CT        |
|           | per Lago di Ogliastro                               | 26,2 | CT        |
|           | Bivio Aidone per Raddusa                            | 31,8 | CT        |
|           | per Valguarnera Caropepe                            | 42,6 | EN        |
|           | Aidone                                              | 45,0 | EN        |
|           | Bivio Aidone-Piazza Nord per Piazza Armerina - Gela | 51,9 | EN        |
|           | Piazza Armerina                                     |      |           |